# Segunda Categoría del Azuay 2015
El Campeonato Provincial de Fútbol de Segunda Categoría de Azuay 2015 fue un torneo de fútbol en Ecuador en el cual compitieron equipos de la Provincia del Azuay. El torneo fue organizado por Asociación de Fútbol Profesional del Azuay (AFA) y avalado por la Federación Ecuatoriana de Fútbol. El torneo dio inicio el 23 de mayo de 2015 y finalizó el 19 de julio de 2015. Participaron 6 clubes de fútbol y entregó 2 cupos al Zonal de Ascenso de la Segunda Categoría 2015 por el ascenso a la Serie B.

## Sistema de campeonato
El sistema determinado por la Asociación de Fútbol Profesional del Azuay fue el siguiente y se jugó en 3 etapas:
- Primera fase: La primera constó con los 6 equipos establecidos y el formato fue de todos contra todos en partidos de ida y vuelta (10 fechas), al finalizarse la etapa; los 4 equipos mejor ubicados jugaron en la siguiente etapa.

- Segunda fase: Dicha etapa se jugó semifinales entre los 4 equipos, es decir el mejor ubicado contra el cuarto ubicado de la tabla general y el segundo de la tabla ante el tercero en partidos de ida y vuelta.

- Tercera fase: En la tercera etapa se jugó una final a doble partido entre los ganadores de las semifinales ambos estuvieron clasificados a los zonales de Segunda Categoría 2015 y definieron al campeón del Azuay 2015.

## Equipos participantes
| Equipos participantes                    | Equipos participantes | Equipos participantes                                           |
| ---------------------------------------- | --------------------- | --------------------------------------------------------------- |
|                                          |                       |                                                                 |
| Equipo                                   | Ciudad                | Estadio                                                         |
| Círculo Cruz del Vado Social y Deportivo | Cuenca                | Estadio Alejandro Serrano Aguilar                               |
| Club Social y Deportivo La Gloria        | Cuenca                | Estadio Alejandro Serrano Aguilar                               |
| Club Sociedad Deportiva El Cuartel       | Paute                 | Estadio Eduardo Crespo Malo                                     |
| Club Deportivo Estudiantes               | Cuenca                | Estadio Alejandro Serrano Aguilar                               |
| Club Social Deportivo Tecni Club         | Cuenca                | Estadio Universidad Politécnica Salesiana - Valeriano Gavinelli |
| Club Deportivo Estrella Roja             | Cuenca                | Estadio Alejandro Serrano Aguilar                               |

## Equipos por Cantón
| Cantón | N.º | Equipos                                                           |
| ------ | --- | ----------------------------------------------------------------- |
| Cuenca | 5   | Cruz del Vado, La Gloria, Estudiantes, Tecni Club y Estrella Roja |
| Paute  | 1   | El Cuartel                                                        |

## Clasificación
|  |    | Equipo        | PJ | PG | PE | PP | GF | GC | DG  | PTS |
|  | -- | ------------- | -- | -- | -- | -- | -- | -- | --- | --- |
|  | 1. | Tecni Club    | 10 | 7  | 2  | 1  | 22 | 3  | +19 | 23  |
|  | 2. | Estrella Roja | 10 | 5  | 5  | 0  | 31 | 3  | +28 | 20  |
|  | 3. | Cruz del Vado | 10 | 5  | 3  | 2  | 28 | 10 | +18 | 18  |
|  | 4. | El Cuartel    | 10 | 4  | 3  | 3  | 15 | 8  | +7  | 15  |
|  | 5. | Estudiantes   | 10 | 2  | 1  | 7  | 7  | 28 | -21 | 7   |
|  | 6. | La Gloria     | 10 | 0  | 0  | 10 | 3  | 54 | -51 | 0   |

|  | Clasificado a las semifinales. |

## Evolución de la clasificación
| Equipo / Jornada | 01 | 02 | 03 | 04 | 05 | 06 | 07 | 08 | 09 | 10 |
| ---------------- | -- | -- | -- | -- | -- | -- | -- | -- | -- | -- |
| Tecni Club       | 3  | 2  | 1  | 1  | 1  | 1  | 1  | 1  | 1  | 1  |
| Estrella Roja    | 1  | 1  | 2  | 3  | 3  | 3  | 2  | 3  | 3  | 2  |
| Cruz del Vado    | 4  | 4  | 3  | 2  | 2  | 2  | 3  | 2  | 2  | 3  |
| El Cuartel       | 2  | 3  | 4  | 4  | 4  | 4  | 4  | 4  | 4  | 4  |
| Estudiantes      | 5  | 5  | 5  | 5  | 5  | 5  | 5  | 5  | 5  | 5  |
| La Gloria        | 6  | 6  | 6  | 6  | 6  | 6  | 6  | 6  | 6  | 6  |

## Resultados
|  | Estudiantes | 0 - 3 | El Cuartel    |  | Alejandro Serrano Aguilar | 23 de mayo | 09:30 |
|  | La Gloria   | 0 - 5 | Estrella Roja |  | Alejandro Serrano Aguilar | 23 de mayo | 12:00 |
|  | Tecni Club  | 2 - 1 | Cruz del Vado |  | Valeriano Gavinelli       | 23 de mayo | 13:30 |

|  | Estrella Roja | 4 - 1 | Estudiantes |  | Alejandro Serrano Aguilar | 30 de mayo | 09:30 |
|  | Cruz del Vado | 2 - 0 | La Gloria   |  | Alejandro Serrano Aguilar | 30 de mayo | 12:00 |
|  | El Cuartel    | 0 - 1 | Tecni Club  |  | Valeriano Gavinelli       | 31 de mayo | 13:00 |

|  | Tecni Club  | 4 - 0 | La Gloria     |  | Valeriano Gavinelli       | 3 de junio | 13:00 |
|  | Estudiantes | 0 - 4 | Cruz del Vado |  | Alejandro Serrano Aguilar | 3 de junio | 13:30 |
|  | El Cuartel  | 0 - 0 | Estrella Roja |  | Alejandro Serrano Aguilar | 3 de junio | 16:00 |

|  | Cruz del Vado | 2 - 1 | El Cuartel  |  | Alejandro Serrano Aguilar | 7 de junio | 09:30 |
|  | La Gloria     | 1 - 2 | Estudiantes |  | Alejandro Serrano Aguilar | 7 de junio | 12:00 |
|  | Estrella Roja | 0 - 0 | Tecni Club  |  | Valeriano Gavinelli       | 7 de junio | 13:00 |

|  | El Cuartel    | 3 - 1 | La Gloria     |  | Alejandro Serrano Aguilar | 13 de junio | 09:30 |
|  | Estrella Roja | 2 - 2 | Cruz del Vado |  | Alejandro Serrano Aguilar | 13 de junio | 12:00 |
|  | Tecni Club    | 2 - 0 | Estudiantes   |  | Valeriano Gavinelli       | 14 de junio | 13:00 |

|  | La Gloria     | 0 - 4 | El Cuartel    |  | Alejandro Serrano Aguilar | 20 de junio | 09:30 |
|  | Cruz del Vado | 0 - 0 | Estrella Roja |  | Alejandro Serrano Aguilar | 20 de junio | 12:00 |
|  | Estudiantes   | 0 - 0 | Tecni Club    |  | Valeriano Gavinelli       | 21 de junio | 13:00 |

|  | Estudiantes | 2 - 0 | La Gloria     |  | Alejandro Serrano Aguilar | 28 de junio | 09:30 |
|  | El Cuartel  | 1 - 1 | Cruz del Vado |  | Alejandro Serrano Aguilar | 28 de junio | 12:00 |
|  | Tecni Club  | 0 - 2 | Estrella Roja |  | Valeriano Gavinelli       | 28 de junio | 15:00 |

|  | La Gloria     | 0 - 9 | Tecni Club  |  | Valeriano Gavinelli       | 1 de julio | 13:00 |
|  | Estrella Roja | 0 - 0 | El Cuartel  |  | Alejandro Serrano Aguilar | 1 de julio | 13:30 |
|  | Cruz del Vado | 2 - 1 | Estudiantes |  | Alejandro Serrano Aguilar | 1 de julio | 16:00 |

|  | Tecni Club  | 2 - 0  | El Cuartel    |  | Valeriano Gavinelli       | 4 de julio | 15:00 |
|  | Estudiantes | 0 - 9  | Estrella Roja |  | Alejandro Serrano Aguilar | 5 de julio | 09:30 |
|  | La Gloria   | 1 - 14 | Cruz del Vado |  | Alejandro Serrano Aguilar | 5 de julio | 12:00 |

|  | El Cuartel    | 3 - 1 | Estudiantes |  | Alejandro Serrano Aguilar | 11 de julio | 11:00 |
|  | Cruz del Vado | 0 - 2 | Tecni Club  |  | Alejandro Serrano Aguilar | 11 de julio | 13:30 |
|  | Estrella Roja | 9 - 0 | La Gloria   |  | Patamarca                 | 11 de julio | 13:30 |

## Fase final
|  | Semifinales   | Semifinales   | Semifinales   |               |            | Final      | Final  | Final |  |
|  |               |               |               |               |            |            |        |       |  |
|  |               |               |               |               |            |            |        |       |  |
|  | Tecni Club    | Tecni Club    | 2             |               |            |            |        |       |  |
|  | Tecni Club    | Tecni Club    | 2             |               |            |            |        |       |  |
|  | El Cuartel    | El Cuartel    | 0             |               |            |            |        |       |  |
|  | El Cuartel    | El Cuartel    | 0             |               | Tecni Club | Tecni Club | 1 (10) |       |  |
|  |               |               |               |               | Tecni Club | Tecni Club | 1 (10) |       |  |
|  |               |               | Cruz del Vado | Cruz del Vado | 1 (11)     |            |        |       |  |
|  | Estrella Roja | Estrella Roja | Cruz del Vado | Cruz del Vado | 1 (11)     | 2 (2)      |        |       |  |
|  | Estrella Roja | Estrella Roja |               |               |            | 2 (2)      |        |       |  |
|  | Cruz del Vado | Cruz del Vado | 2 (3)         |               |            |            |        |       |  |
|  | Cruz del Vado | Cruz del Vado | 2 (3)         |               |            |            |        |       |  |
|  |               |               |               |               |            |            |        |       |  |

### Semifinales
| 15 de julio de 2015, 17:00 | Estrella Roja                                                        | 2:2 (0:0) (2:3 p.)         | Cruz del Vado       | Estadio Alejandro Serrano Aguilar, Cuenca |             |
|                            | J. González · V. Ávila 68'                                           |                            | R. Campoverde · 86' | Árbitro(s):                               | Árbitro(s): |
|                            |                                                                      | Tiros desde el punto penal |                     |                                           |             |
|                            | Anotado · Fallo de penal · Anotado · Fallo de penal · Fallo de penal |                            | Bustos ·            |                                           |             |

| 15 de julio de 2015, 19:30 | Tecni Club     | 2:0 (0:0) | El Cuartel | Estadio Alejandro Serrano Aguilar, Cuenca |             |
|                            | A. Vélez 65' · |           |            | Árbitro(s):                               | Árbitro(s): |

### Final
| 19 de julio de 2015, 11:30 | Tecni Club | 1:1 (1:0) (10:11 p.)       | Cruz del Vado | Estadio Alejandro Serrano Aguilar, Cuenca |             |
|                            | 6' |                            | Anotado | Árbitro(s):                               | Árbitro(s): |
|                            | | Tiros desde el punto penal | |                                           |             |
|                            | Anotado · Fallo de penal · Anotado · Anotado · Anotado · Anotado · Anotado · Fallo de penal · Anotado · Anotado · Anotado · Anotado · Fallo de penal |                            | Anotado · Anotado · Anotado · Fallo de penal · Anotado · Anotado · Anotado · Fallo de penal · Anotado · Anotado · Anotado · Anotado · Anotado |                                           |             |

## Campeón
| |
| Círculo Cruz del Vado Social y Deportivo 4.to Título Clasifica a los zonales de la Segunda Categoría 2015 - También clasifica Club Social Deportivo Tecni Club como Vicecampeón. |